# Brebel
Brebel település Németországban, Schleswig-Holstein tartományban. Lakosainak száma 394 fő (2014. december 31.).

## Népesség
A település népességének változása:

| 1975 | 355 |
| 2014 | 394 |